# 809–800 př. n. l.
Století: 9. století př. n. l. – 8. století př. n. l. – 7. století př. n. l.
Roky: 829 – 820 819 – 810 – 809 – 800 př. n. l. – 799 – 790 789 – 780

## Významné události
- 804 př. n. l. – Adadnirári III., král Asýrie, dobývá Damašek.
- 804 př. n. l. – umírá Pedubast I., egyptský faraon.
- cca 800 př. n. l. – v Řecku končí temné období a začíná období archaické (skončilo roku 480 př. n. l. invazí Xerxe).
- Od cca 800 př. n. l. jsou skládány upanišady.
- V Itálii začíná předetruské období.
- Olmékové staví pyramidy.[1][2]